# John Robison (físico)

John Robison, nasceu em Boghall, West Lothian, na Escócia em 4 de fevereiro de 1739 e morto em 30 de Janeiro de 1805; foi um físico escocês, inventor e autor de teorias conspiratórias. Era professor de filosofia na Universidade de Edimburgo.
Sendo ele próprio um maçon, que foi iniciado em Liège, após deixar a sociedade, denunciou uma suposta conspiração Illuminati-maçônica contra os governos estabelecidos na Europa, em seu livro Proofs of a Conspiracy against all the Religions and Governments of Europe, carried on in the Secret Meetings of Free-Masons, Illuminati and Reading Societies, etc., collected from good authorities em 1797. Suas teorias são semelhantes, mas independentes do seu contemporâneo o abade Augustin Barruel. 
De acordo com Robison, as estruturas da Maçonaria foram infiltradas pelos jesuítas e, especialmente, pelos Iluminati da Baviera que estão utilizando a sociedade dos maçons, para promover suas intenções subversivas contra os governos e as religiões na Europa  principalmente após a Revolução Francesa, que teria ocorrido por obra de uma conspiração maçônica e Illuminati. Para ele, os Illuminati estavam dispostos a substituir todas as religiões e nações por um governo mundial único.
Robinson afirmou que os Illuminati da Baviera foram reformados sob outro nome imediatamente após a dissolução formal em 22 de Junho de 1784 pelo príncipe eleitor da Baviera, Duque Karl Theodor.

## Biografia

### O físico
Ele nasceu em Boghall, West Lothian, na Escócia e frequentou Glasgow Grammar School e a Universidade de Glasgow. Após uma breve estadia em Londres, em 1758, Robison acompanhado por Thomas Wolfe em sua expedição ao Quebec (Canadá). Suas habilidades matemáticas foram utilizadas na navegação e na engenharia geográfica. Retornando para a Inglaterra em 1762, ingressou na Câmara de Longitude - uma equipe de cientistas que testaram o cronômetro marinho de John Harrison, em uma viagem à Jamaica. 
Em seu retorno, ele ficou em Glasgow, empenhando-se nas Ciências aplicadas de James Watt e Joseph Black, em oposição à química sistemática continental Européia de Antoine Lavoisier e seus seguidores, como Joseph Priestley. Em 1766, ele sucedeu a Joseph Black, como Professor de Química na Universidade de Glasgow.
Em 1770, viajou com o almirante Charles Knowles a São Petersburgo, onde instruiu matemática para os cadetes da Academia Naval. Robison retornou à Escócia em 1773 e assumiu o cargo de Professor de Filosofia natural na Universidade de Edimburgo. Ele dissertou sobre a mecânica, hidrostática, astronomia, óptica, eletricidade e magnetismo.
Sua concepção de filosofia mecânica, se tornou influente no século XIX, na física britânica. Seu nome aparece em 1776, no "Livro de Atas do Clube do Poker", um exame do Iluminismo escocês. Em 1783, ele se tornou Secretário-Geral da Sociedade Real de Edimburgo e em 1797, os seus artigos para a Enciclopédia Britânica deu boa conta do conhecimento científico, matemático e tecnológico naquela altura. Ele também preparou uma publicação, em 1799, uma palestra de química, de seu amigo e mentor, Joseph Black. 
Robison trabalhou com James Watt em um carro a vapor, desde cedo. Este projeto, não teve nenhuns resultados e não teve conexão direta com a melhoria posterior de Watt, da máquina a vapor de Newcomen. Ele, juntamente com Joseph Black e outros, deram provas sobre a originalidade de Watt e sua própria falta de conexão com a sua ideia-chave do condensador separado. 
No entanto, Robison  não inventou a sirene, porém, foi Charles Cagniard de la Tour, que nomeou depois de produzir um modelo melhorado.

### O teórico da conspiração
No fim de sua vida, ele se tornou um teórico da conspiração entusiasta, publicando Provas de uma conspiração... em 1797, alegando uma intriga clandestino pelos Illuminati e pela Maçonaria (O título completo da obra foi Proofs of a Conspiracy against all the Religions and Governments of Europe, carried on in the secret meetings of Freemasons, Illuminati and Reading Societies - Provas de uma Conspiração contra todas as Religiões e Governos da Europa, realizado em segredo nas reuniões de Leitura de Maçons, Illuminati e Sociedades). Robison e o padre francês Abbé Barruel, desenvolveram independentemente mas em opiniões semelhantes, que os Illuminati tinham se infiltrado na Maçonaria Continental, levando aos excessos da Revolução Francesa. Em 1798, o Reverendo GW Snyder, enviou a Robison um livro de George Washington para o seu pensamento sobre o assunto no qual ele respondeu a ele em sua carta, ao reverendo GW Snyder (em 24 de outubro de 1798).
Teóricos da conspiração da Época Moderna como Nesta Webster e William Guy Carr, acreditara que o livro que Robison descreveu, que os Illuminati poderia ter iniciado apenas como um modelo para a subversão das organizações, de outra forma benigna, de grupos radicais ao longo dos séculos XIX e XX. Tal Brooke, editor do Spiritual Counterfeits Project, comparou os pontos de vista de Provas de uma conspiração , com os encontrados do Carroll Quigley, Tragedy and Hope - Tragedi e Esperança(publicado por Macmillan Publishers, 1966). Brooke sugere que, a nova ordem mundial, que acreditava Robison por Adam Weishaupt (fundador dos Illuminati) teve, em parte, se tinha concretizado através da infiltração da Maçonaria, e que agora serão finalizadas por aqueles que detêm o controle sobre o sistema bancário internacional (por exemplo, por meio dos bancos Rothschilds, Federal Reserve, FMI e Banco Mundial).

## Trabalhos

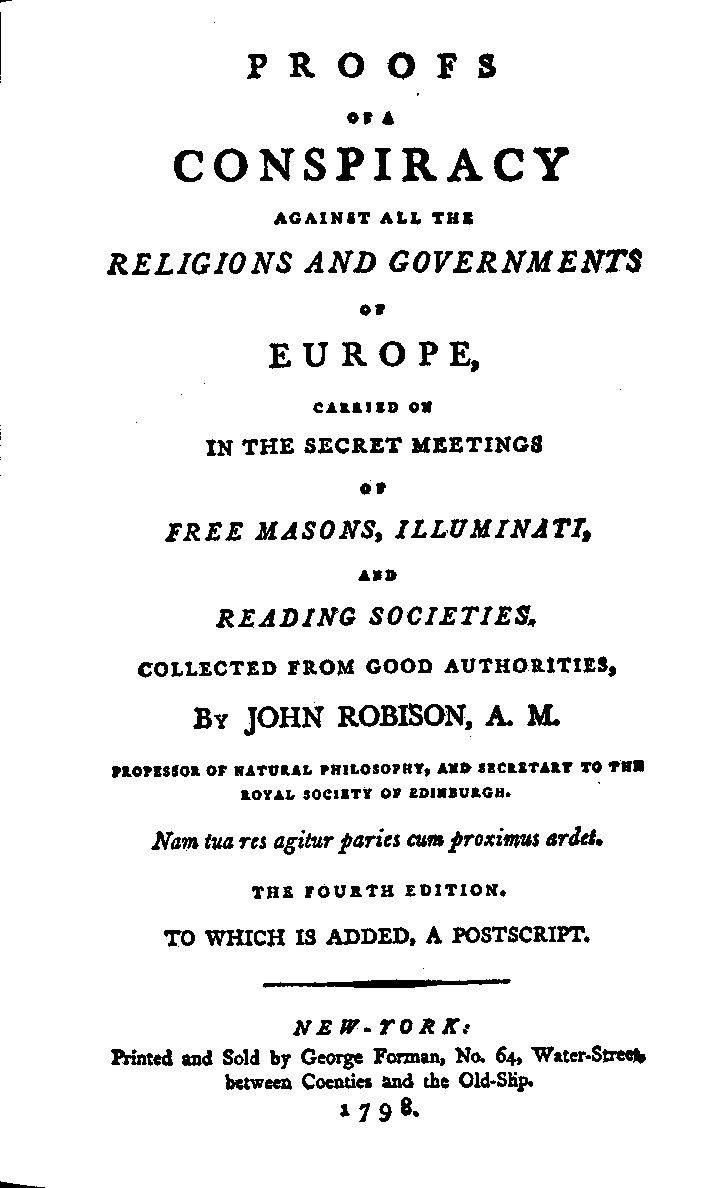
Primeira página do livro de John Robison, Provas de uma Conspiração contra todas as Religiões e Governos da Europa, realizado em segredo nas reuniões de Leitura de Maçons, Illuminati e Sociedades, em 1798.

- Outlines of mechanical philosophy : contendo as partes principais de um ciclo de palestras, Edinburgh, William Creech, 1781.
- Outlines of a course of experimental philosophy, Edinburgh, William Creech, 1784.
- Proofs of a Conspiracy against all the Religions and Governments of Europe, carried on in the Secret Meetings of Free-Masons, Illuminati and Reading Societies, etc., collected from good authorities, Edinburgh, 1797.
- Outlines of a course of lectures on mechanical philosophy, Edinburgh, J. Brown, 1803.
- Elements of mechanical philosophy : sendo o conteúdo de um ciclo de palestras sobre a ciência, vol.1, Edinburgh, Archibald Constable, 1804.
- The articles "steam" and "steam-engines" written for the Encyclopedia Britannica, editado por David Brewster com notas e adições de James Watt e uma carta sobre algumas propriedades, Edinburgh and London, James Ballantyne & Co. 1818.
- A system of mechanical philosophy, Edinburgh, J. Murray, 1822.

### As provas da conspiração, reimpressões e documentos relacionados
- Proofs of a Conspiracy against all the Religions and Governments of Europe, carried on in the Secret Meetings of Free-Masons, Illuminati and Reading Societies, etc., collected from good authorities, Edinburgh, 1797 ; 2nd ed. London, T. Cadell & W. Davies, 1797 with a Postsript ; 3rd ed. with Postscript, Philadelphia, T. Dobson & W. Cobbet, 1798 ; New York, 1798 ; Dublin 1798 ; Proofs of a Conspiracy, Western Islands, 1900 ; The Illuminati, taken from "Proofs of a world conspiracy", Elizabeth Knauss [1930] ; Proof's [sic!] of a conspiracy, Ram Reprints, 1964 ; Proofs of a conspiracy, Boston, Western Islands, "The Americanist classics", [1967] ; Proofs of a conspiracy, Islands Press, 1978 ; C P a Book Pub, 2002 ISBN 0944379699 ; Kessinger Publishing, 2003 ISBN 0766181243
  - Ueber geheime Gesellschaften und deren Gefährlichkeit für Staat und Religion..., translated in german, Königslutter, 1800.
- [Anti-Jacobin], New Lights on Jacobinism, abstracted from Professor Robison’s History of Free Masonry, com um apêndice contendo um relato sobre o comportamento de Voltaire, em seu leito de morte, e uma carta de J. H. Stone to Dr. Priestley, divulgando os princípios do jacobinismo. Pelo autor de Jacobinism displayed, Birmingham, E. Piercy, Birmingham, 1798.
- [Cornelius] (pseudonym), Extracts from Professor Robison’s "Proofs of a Conspiracy" & c., com breves reflexões sobre as acusações que ele expôs, as provas produzidas e ele tem o mérito de seu desempenho, Boston, Manning & Loring, Boston, 1799.
- Seth Payson, Proofs of the real existence, and dangerous tendency, of Illuminism, contendo um resumo do que o Dr. Robinson eo Barruel Abbé ter publicado sobre este assunto, com provas de garantia e observações gerais

, Charlestown, 1802 ; Invisible College Press, LLC, 2003 ISBN 1931468141
- [A Master Mason], Free Masonry. Suas pretensões expostas em extractos de fiéis de seus autores padrão, com uma revisão da Cidade de [Salem] Maçonaria especulativa : sua responsabilidade a perverter as doutrinas da religião revelada, a sua tendência perigosa exibido em excertos da Barruel Abbé e Robison Professor, e ainda ilustrado em seu serviço de base para os Illuminati, Nova Iorque, 1828.